# Otacílio Costa
Otacílio Costa is een gemeente in de Braziliaanse deelstaat Santa Catarina. De gemeente telt 16.587 inwoners (schatting 2009).

## Aangrenzende gemeenten
De gemeente grenst aan Agrolândia, Bocaina do Sul, Bom Retiro, Braço do Trombudo, Lages, Palmeira, Petrolândia, Ponte Alta en Pouso Redondo.